# The Savage Poetry
The Savage Poetry, lanzado en 2000, es una regrabación del álbum de estudio Savage Poetry (originalmente lanzado en 1995 como una demo) de la banda alemana de power metal Edguy. En un principio, el álbum había sido autoproducido y editado como una demo antes de que el grupo iniciase su relación con la discográfica AFM. Las regrabaciones de The Savage Poetry presentan algunos arreglos con respecto a las antiguas versiones. Por otra parte, la principal novedad en este disco es que Tobias Sammet ya no toca el bajo, como sí sucedía en el álbum de 1995.

## Lista de canciones
(Música y letras por Tobias Sammet, exceptuando indicaciones)
1. «Hallowed»
2. «Misguiding Your Life»
3. «Key to My Fate»
4. «Sands of Time»
5. «Sacred Hell»
6. «Eyes of the Tyrant»
7. «Frozen Candle» (música: Sammet/Ludwig)
8. «Roses to No One»
9. «Power & Majesty» (música: Sammet/Ludwig)

## Formación
- Tobias Sammet - Voces y teclados
- Jens Ludwig - Guitarra solista y rítmica
- Dirk Sauer - Guitarra rítmica
- Dominik Storch - drums

### Músicos invitados
- Ralf Zdiarstek - Coros adicionales
- Markus Schmitt - Coros adicionales
- Frank Tischer - Piano en "Sands of Time"